# 箱形扇贝
，是莺蛤目海扇蛤科海扇蛤属的一种。主要分布于马来西亚、印度尼西亚、中国大陆、台湾，常栖息在潮下带12－59米、泥质沙、中沙、泥质粗沙及软泥底的浅海。